# Toys for Bob
Toys for Bob, Inc. — компания, основанная Полом Райхом и Фредом Фордом в 1989 году. Они известны созданием игры Star Control и её продолжения Star Control II, однако они не принимали участие в создании Star Control 3. После этого они создали несколько игр для Crystal Dynamics: на стыке экшена и стратегии они создали The Horde, Pandemonium и The Unholy War (а также Little Witching Mischiefs в Японии для Bandai).
3 мая 2005 года компания была куплена Activision. Сотрудники Toys for Bob подписали долгосрочный контракт с Activision.
В 12 февраля 2011 года выяснилось, что Toys for Bob работает над Skylanders: Spyro’s Adventure для Activision. Также в феврале 2012 года было объявлено, что компания работает над серией новых игр в серии Spyro.
После выпуска Crash Bandicoot 4: It’s About Time в студии прошла череда увольнений, а сама студия оказалась под угрозой закрытия. В конечном итоге Activision решила оставить студию для поддержки Call of Duty: Warzone, однако было объявлено, что собственных проектов у студии больше не будет.
В феврале 2024 года Toys for Bob отделилась от Activision, став независимой игровой компанией

## Игры
| Год  | Название                                      | Платформа                                                                                                  |
| ---- | --------------------------------------------- | --- |
| 1990 | Star Control                                  | DOS, Sega Mega Drive/Genesis                                                                               |
| 1992 | Star Control II                               | 3DO Interactive Multiplayer, DOS                                                                           |
| 1994 | The Horde                                     | 3DO, MS-DOS                                                                                                |
| 1996 | Pandemonium                                   | PlayStation, Sega Saturn                                                                                   |
| 1998 | The Unholy War                                | PlayStation                                                                                                |
| 1999 | Maikko Dai Sakusen: Little Witching Mischiefs | PlayStation                                                                                                |
| 2000 | 102 Dalmatians: Puppies to the Rescue         | PlayStation                                                                                                |
| 2003 | Disney's Extreme Skate Adventure              | Nintendo Gamecube, PlayStation 2, Xbox                                                                     |
| 2005 | Madagascar                                    | Nintendo Gamecube, PlayStation 2, Xbox                                                                     |
| 2006 | Tony Hawk's Downhill Jam                      | Wii |
| 2008 | Madagascar: Escape 2 Africa                   | PlayStation 2, PlayStation 3, Wii, Xbox 360                                                                |
| 2011 | Skylanders: Spyro's Adventure                 | macOS, Windows, PlayStation 3, Wii, Xbox 360                                                               |
| 2012 | Skylanders: Giants                            | macOS, Windows, PlayStation 3, Wii, Xbox 360, Wii U                                                        |
| 2014 | Skylanders: Trap Team                         | PlayStation 3, PlayStation 4, Nintendo 3DS, Wii, Wii U, Xbox 360, Xbox One, Android, Fire OS, Windows, iOS |
| 2018 | Crash Bandicoot N. Sane Trilogy               | PlayStation 4, Xbox One, Nintendo Switch, Windows                                                          |
| 2018 | Spyro Reignited Trilogy                       | PlayStation 4, Xbox One, Nintendo Switch, Windows                                                          |
| 2020 | Crash Bandicoot 4: It’s About Time            | PlayStation 4, Xbox One, Windows, Nintendo Switch                                                          |
| 2021 | Call of Duty: Warzone                         | PlayStation 4, PlayStation 5, Xbox One, Xbox Series X/S, Windows                                           |